# Đức Mẹ La Mã Bến Tre
Đức Mẹ La Mã Bến Tre là tên gọi của giáo dân Công giáo Việt Nam đề cập đến hiện tượng bức ảnh Đức Mẹ Hằng Cứu Giúp hiện hình sau khi bị mờ hình ảnh hơn 3 tháng nằm dưới kênh.
Nhà thờ La Mã (xã Hưng Nhượng, tỉnh Vĩnh Long) - nơi lưu giữ bức ảnh - là một trong 3 trung tâm hành hương của Giáo phận Vĩnh Long được Giám mục Phêrô Ngô Đình Thục thiết lập năm 1951.